# The Man Who Could Cheat Death
The Man Who Could Cheat Death és una pel·lícula britànica del 1959 de terror, dirigida per Terence Fisher i protagonitzada per Anton Diffring, Hazel Court i Christopher Lee. Jimmy Sangster va adaptar el guió de l'obra The Man in Half Moon Street de Barré Lyndon, que havia estat filmat anteriorment el 1945. The Man Who Could Cheat Death va ser produïda per Michael Carreras i Anthony Nelson Keys per a Hammer Film Productions. Va ser llançat als Estats Units el 19 d'agost de 1959 i al Regne Unit el 30 de novembre de 1959.

## Argument
A París, França l'any 1890, el doctor Georges Bonnet, metge i escultor aficionat, acaba bruscament amb la festa de moda que organitza. Georges guarda un secret; tot i que sembla que té 30 anys, en realitat té 104 anys i ha mantingut la seva joventut i vitalitat mitjançant els trasplantaments de glàndules de paratiroide cada 10 anys. El professor Ludwig Weiss de Viena, co-descobridor d'aquest procés anti-envelliment, arriba tres setmanes tard a casa de Georges per fer-li l'últim trasplantament. Com a resultat, en Georges ha de beure un elixir verd fumant cada sis hores per mantenir-se jove, tot i que l'elixir només li compra quatre setmanes sense el trasplantament. Quan l'última model de Georges, Margo Philippe, es troba amb Georges bevent el líquid, ell la colpeja. Quan el Ludwig, de 89 anys, arriba per fi, revela que no podrà operar en Georges perquè un ictus li ha incapacitat la mà dreta. Ludwig encarrega a Georges que trobi un altre cirurgià.
L'inspector LeGris de la Surété comença a investigar la desaparició de Margo i arriba a un sopar organitzat per Georges per a Janine Du Bois, una antiga amant, i el doctor Pierre Gerrard. Georges nega saber el parador de la Margo i, quan LeGris li demana veure el bust de la Margo, li diu que el va destruir accidentalment aquell matí. LeGris se'n va i Georges admet als seus convidats sorpresos que va mentir, ja que la policia probablement faria malbé el bust si els el lliurava. En secret, Ludwig convenç Pierre perquè faci la cirurgia de trasplantament, al·legant que Georges està mortalment malalt i necessita tractament urgent.
Després que Janine i Pierre se n'han anat, Ludwig li diu a Georges que Pierre l’operarà. No obstant això, Ludwig ha sospitat de Georges i diu que és estrany que aquest sigui el tercer dels models de George que ha desaparegut al voltant del moment dels seus trasplantaments. Ludwig descobreix que la glàndula paratiroide més nova és d'una persona viva, en lloc de ser "revitalitzada" d'un cadàver. Quan Ludwig s'enfronta a Georges que les seves accions són injustificades, George replica que va revitalitzar quatre glàndules dels cadàvers, però totes van morir perquè Ludwig va arribar tard, afegint-se a l'odi de Georges per estar sol en aquest món. Ludwig destrueix l'elixir per evitar que Georges continuï; Georges estrangula Ludwig fins a la mort.
Pierre arriba l'endemà al matí per fer l'operació, però Georges li diu que Ludwig ha estat cridat inesperadament a Viena. Pierre es nega a continuar i suggereix que Georges trobi un altre cirurgià. Georges visita altres cirurgians a París sense èxit. Mentrestant, LeGris explica a Pierre les desaparicions de tres dones joves a intervals de 10 anys -a Londres, San Francisco i Berna, Suïssa- i que cadascuna va modelar per un escultor. que també va ser metge però va desaparèixer al mateix temps que les models. Amb Margo també desapareguda, LeGris creu que Georges és el responsable de totes les desaparicions, però Pierre dubta d'ell, ja que això situaria el sospitós als 60 anys.
Georges porta la Janine a un magatzem on hi ha les seves escultures i li mostra orgullós la primera figureta que va fer quan era un nen als 12 anys. La figureta està datada l'any 1798. La Janine, rient, diu que la data deu ser incorrecta perquè si no ho fos, Georges tindria 104 anys. Georges marxa bruscament, tancant la Janine al magatzem. Aleshores va a en Pierre i li diu que ell i Ludwig van descobrir el secret de la "vida perpètua" dècades abans, però no pot revelar-ne el secret al món perquè si tothom pogués viure per sempre, paradoxalment, finalment tothom moriria sense un nou subministrament de noves glàndules paratiroides. En Pierre, de nou, es nega a realitzar el trasplantament, però cedeix quan Georges amenaça la vida de Janine. Janine troba una boja empresonada al magatzem.
Aquella nit, Pierre simula l'operació fent la incisió a la cintura de Georges però sense trasplantar la glàndula. Georges corre cap al magatzem mentre Pierre i LeGris el segueixen. Georges li diu a la Janine que la mateixa operació li permetrà viure per sempre, sempre jove i bella i enamorada al seu costat. Ella es nega. De sobte, Georges comença a envellir ràpidament i s'adona que Pierre no va fer l'operació. Mentre exclama que s'està morint, la Margo li llança un llum d'oli, incendiant el magatzem. Pierre i LeGris rescaten Janine mentre Georges i Margo moren en les flames.

## Repartiment
Acreditat:
- Anton Diffring - Dr. Georges Bonnet
- Hazel Court - Janine Dubois
- Christopher Lee - Dr. Pierre Gerrard
- Arnold Marlé - Prof. Ludwig Weiss
- Delphi Lawrence - Margo Phillipe
- Francis de Wolff - Insp. LeGris

No acreditat:
- Gerda Larsen com a noia del carrer
- Middleton Woods com a Home petit
- Denis Shaw com a client de la taverna
- Ian Hewitson com a Roger
- Frederick Rawlings com a lacai
- Marie Burke com a dona
- Charles Lloyd-Park com a Home
- John Harrison com a Servant
- Lockwood West com a primer metge
- Ronald Adam com a segon metge
- Barry Shawin com a tercer metge

## Producció
El paper principal de Bonnet es va oferir originalment a Peter Cushing, que el va rebutjar sis dies abans de començar el rodatge. La raó de Cushing va ser que estava completament esgotat "després del rodatge de El gos dels Baskerville (1959), que acabava de rodar. La pèrdua de Cushing va fer que Hammer amenacés amb accions legals contra ell. Tanmateix, Cushing no havia signat un contracte definitiu amb Hammer, i no es podia fer res,encara que una Paramount enfadada, que finançava i distribuïa en part la pel·lícula, "relegava la pel·lícula a la meitat inferior de les factures dobles als Estats Units". El protagonisme va ser per a Diffring, que l'havia interpretat 18 mesos abans l’adaptació per ABC-TV de The Man in Half Moon Street, un episodi del programa Hour of Mystery. ABC formava part del consorci comercial ITV i emet principalment a Midlands i al nord d'Anglaterra.
El rodatge de The Man Who Could Cheat Death va tenir lloc entre el 17 de novembre i el 30 de desembre de 1958 als Bray Studios. El seu títol provisional era The Man in the Rue Noire.
L'estrena europea de la pel·lícula va incloure una escena en què Court apareixia en topless. Li van pagar "2.000 lliures extra (5.600 dòlars en dòlars de 1959)" per l'escena, en la qual ella està posant per a una escultura feta pel personatge de Diffring. El bust de pedra de Janine que es mostra repetidament a la pel·lícula és de fet "un guix fet amb el tors de Court". L'escena no apareix a les impressions del Regne Unit o dels EUA i el metratge és 'malauradament perdut (...) tot i que existeix una foto'.
Una escena en què Michael Ripper va retratar un encarregat de la morgue va ser retallada de la impressió de la pel·lícula.
El BBFC va concedir a The Man Who Could Cheat Death un certificat X el 8 d'abril de 1959. El certificat X significava que la pel·lícula només es podia exhibir a persones de 16 anys o més grans. La pel·lícula es va tallar per obtenir el certificat, la qual cosa va permetre mostrar-la al Regne Unit, però es desconeixen els detalls de què o quant es va tallar.

## Distribució
The Man Who Could Cheat Death va ser distribuïda al Regne Unit i als Estats Units per Paramount. La pel·lícula es va projectar per primera vegada a la fira comercial de Londres el 5 de juny de 1959. Va ser generalitzada. es va estrenar al Regne Unit el 30 de novembre de 1959 com la primera pel·lícula amb doble sessió amb The Evil That is Eve (1957). Tanmateix, la pel·lícula es va estrenar en general abans als EUA, on es va estrenar el 19 d'agost de 1959.
La pel·lícula encara s'estava projectant a les sales de cinema estatunidenques als anys 60. Per exemple, va ser la segona pel·lícula d'un llargmetratge triple -entre The Black Orchid (1958) i Maracaibo (1959) - al Mt Lebanon Drive-In a Lebanon PA el 19 de juliol de 1963. Dos anys més tard, la pel·lícula va continuar a la part inferior d'una factura doble. El 7 de maig de 1965, va ser la segona pel·lícula de Dr. Terror (1965) a tres cinemes de San Francisco: el New Mission Theatre, El Rancho Drive-In i l'Esquire Theatre, així com als cinemes de les comunitats de l'East Bay dels voltants. Oakland, Fremont, Hayward i San Leandro.
Per a la visualització a la llar al Regne Unit, el BBFC va donar al vídeo un certificat 12 el 28 d'agost de 2015 per "limitat" però "moderat detall de lesions", que inclou rostres amb cicatrius, envelliment ràpid, estrangulació i mort per foc. El primer llançament als Estats Units d'un vídeo de la pel·lícula va ser el 21 d'octubre de 2008.

## Recepció
The Hammer Story: The Authorised History of Hammer Films anomena la pel·lícula una "estranya mescla de pel·lícula de ciència-ficció de científic boig i franel·la gòtica" que "pateix d'un excés de diàleg i una manca de acció."
Aquesta valoració es reflecteix en altres revisions contemporànies. L'estudiós cinematogràfic Chris Fellner cita diversos: el número del 20 de juny de 1959 de Harrison's Reports diu que el "principal inconvenient" de la pel·lícula és "que se li dona més a parlar que al moviment"'; El número de Variety del 24 de juny de 1959 l'anomena "ben actuada i intel·ligentment concebuda. Però la invenció i l'embelliment en aquest camp sembla haver-se esgotat, i el número de Motion Picture Exhibitor de l'1 de juliol de 1959 descriu  'The Man Who Could Cheat Death com a patint de 'confiar principalment en la xerrada'.
Motion Picture Daily va pensar que era "un tractament sorprenentment efectiu, fins i tot lletrat, de la premissa que s'utilitza sovint" i va acabar amb: "Una última paraula d'elogi per Hammer: (la pel·lícula) reflecteix els valors de producció més importants. i l'actuació està molt lluny de desvirtuar-se. La impressió de Technicolor és una cosa per veure."
En el moment de la seva publicació, els crítics van assenyalar constantment el efecte de Technicolor i alts valors de producció. Si hi ha problemes amb els elements cinematogràfics disponibles actualment, és possible que no tinguem tot l'impacte visual que va experimentar el públic el 1959.
El periodista Howard Maxford es refereix a la pel·lícula com un "desastre comercial i artístic" i un "thriller quirúrgic estàndard del pantà" que "no és en cap cas un clàssic de Hammer". Ell qualifica la direcció de Terence Fisher de "curiosament poc ambiciosa", caracteritzada per "moltes escenes filmades en llargues preses estàtiques, gairebé com si fossin de les parades d'un teatre". A Maxford també no li agrada la "il·luminació brillant i suau" i el "estoc de pel·lícula Technicolor cridanera", que junts "fabriquen unes imatges visualment tedioses i poc atractives".
D'altra banda, l'estudiós cinematogràfic Phil Hardy escriu que visualment la pel·lícula "sembla una de les produccions més luxoses de Hammer", tot i que és un "element menor" en l'obra de Fisher. Descriu que la pel·lícula té un "guió superficial", cosa que la converteix en una "variació força incòmoda del motiu de Dorian Gray".
Al capítol 'Hazel Court' de Scream Queens: Heroines of the Horrors, l'autor Calvin Thomas Beck elogia les actuacions dels tres actors principals. Escriu que Diffring mostra una "malalitat única i excel·lent" i és un "pesant magnífic que ha estat descuidat vergonyós pels cineastes". Court, escriu, és una "actriu bona i sorprenent en tot moment" que "crida i s'enfonsa correctament" durant la pel·lícula. Ell anomena "The Man Who Could Cheat Death" un dels seus "millors thrillers britànics". Beck també assenyala que Lee "va revertir inesperadament la seva imatge de monstre-vilà" a la pel·lícula.
L'autor "Bobb" Carter està d'acord amb la visió de Beck sobre l'actuació de Court. Carter l'anomena "en conjunt (...) una actuació sòlida i apassionada que fa una vergonya que aquest sigui el seu darrer paper per a Hammer", tot i que el seu personatge, Janine, té el "tret angoixant de no poder olorar alguna cosa de peix encara que hi hagués una balena a l'habitació".
Altres crítics no estan d'acord sobre la qualitat de l'actuació a la pel·lícula. Maxford anomena l'actuació de Diffring "d'ulls freds" i suggereix que "el públic estava més acostumat a veure'l jugant a nazis despietats", mentre que Hardy diu que "Lee simplement passa pel seu paper".

## Novel·lació
El guió de The Man Who Could Cheat Death es va reescriure com una novel·la de butxaca barata el 1959. Va ser publicada als Estats Units per Avon Books i venuda per 35¢, amb els autors anomenats com 'Barre'. Lyndon i Jimmy Sangster. Al Regne Unit, on el llibre es va vendre per 2/6, Ace Books va incloure l'autor com a John Sansom, el nom de ploma de Sangster.